# バーバラ・ブッシュ
バーバラ・ピアース・ブッシュ（Barbara Pierce Bush, 1925年6月8日 - 2018年4月17日）は、第41代アメリカ合衆国大統領ジョージ・H・W・ブッシュの妻で、1989年から1993年までファーストレディであった。また、第43代大統領ジョージ・W・ブッシュやフロリダ州知事ジェブ・ブッシュの母であり、スコット・ピアースの姉である。身長5フィート3インチ（約160cm）。

## 生涯

### 生い立ち
バーバラ・ピアースはマーヴィン・ピアース（1893年 - 1969年）とポーリン・ロビンソン（1896年 - 1949年）の間の3番目の娘であった。父は女性誌『Redbook』および『McCall's』の出版者で、後のマッコール株式会社の社長であった。バーバラはニューヨーク州ニューヨーク市クイーンズ区で生まれ育ち、ニューヨークの私立学校で初等教育を終えた後、サウスカロライナ州チャールストンのアシュレイ・ホール寄宿学校に入学した。学校の夏休みにはロード・アンド・テイラー百貨店で働いた。
バーバラの祖先はトマス・ピアースという名の初期のニューイングランド入植者で、ピアースは第14代アメリカ大統領フランクリン・ピアースの祖先でもあった。
バーバラの母ポーリンは『W』誌で「美しく、素晴らしく、重大で、お節介屋」「浪費癖を持つオハイオからの元美人」と評されたことがあるが、1949年にバーバラが第2子を妊娠中の頃に、自動車事故で即死している。夫が自動車を運転しているときに、一杯のホットコーヒーが妻の上に滑り落ちるのを止めようとしてコントロールを失い、石壁に衝突するという事故であった。

### 結婚と家族
バーバラは17歳のクリスマス休暇に、マサチューセッツ州アンドーヴァーのフィリップス・アカデミーの新入生ジョージ・H・W・ブッシュにコネチカット州グリニッジのカントリークラブでダンスをして出逢った。1年半後に2人は、ちょうどジョージが海軍パイロットとして第二次世界大戦に従軍する直前に結婚を約束する。
ジョージが休暇で帰国したとき、バーバラはマサチューセッツ州ノーサンプトンのスミス・カレッジを中退していた。2週間後の1945年1月6日に、彼らは出逢ったグリニッジの隣り町のニューヨーク州ライ（Rye）の教会で結婚した。
戦後ジョージはイェール大学を卒業し、彼らはテキサス州ミッドランドへ転居する。2人の間には6人の子供が生まれた。
- ジョージ・ウォーカー・ブッシュ「ダブヤ」 （George Walker Bush, 1946年7月6日 - 、第43代アメリカ合衆国大統領および第46代テキサス州知事）
- ポーリン・ロビンソン・ブッシュ「ロビン」（Pauline Robinson Bush "Robin", 1949年12月20日 - 1953年10月11日、白血病で死去）
- ジョン・エリス・ブッシュ 「ジェブ」（John Ellis Bush, 1953年2月11日 - 、第43代フロリダ州知事）
- ニール・マローン・ブッシュ （Neil Mallon Bush, 1955年1月22日 - ）
- マーヴィン・ピアース・ブッシュ （Marvin Pierce Bush, 1956年10月22日 - ）
- ドロシー・ブッシュ・コッホ「ドーロ」（Dorothy Bush Koch, 1959年8月18日 - ）

その間に、ジョージ・H・W・ブッシュは製油業ビジネスを構築した。 
ブッシュ一家は結婚後29回、ワシントンD.C.や北京まで29回転居した。夫が様々な政府の仕事に従事して家族から離れている間、彼女は単独で家族の面倒を見た。政治家の妻として様々なチャリティーにも関わった。一方で、夫がCIA長官になった後、家庭内でも仕事の話を一切共有できなくなったために、会話が減ったことからうつ病を患った。夫の薦めでホスピスでボランティア活動に勤しみ、中国での生活を講演したりしたことで病から回復した。

### セカンドレディとして
夫のジョージが1980年アメリカ合衆国大統領選挙に出馬を表明したが、予備選でロナルド・レーガンに敗れた。しかしジョージはそのレーガンによって副大統領候補に指名された。
レーガンが当選すると副大統領夫人として、様々な公務にあたった。力を入れた事業として、識字率の向上を推進する活動があった。動機として三男のニールが識字障害に苦しんだことがあった。バーバラは識字率を高めることは貧困を減らすことだと信じていた。
1984年に自身の愛犬についての子供向けの本C. Fred's Story: A Dog's Lifeを出版し、得た収益はチャリティーに寄付した。

### ファーストレディとして
ジョージが大統領選に当選し、ファーストレディーとなったバーバラは贅沢品に囲まれ高慢なイメージのナンシー・レーガンとは全く異なり、就任式後の晩餐会に29ドルの靴を履いて出たと報じられるなど、親しみやすいキャラクターとして人気を得た。その「親しみやすさ」は決して作られたイメージではなく、率直な物言いと鷹揚な性格で、ホワイトハウスの中でも職員たちを家族のように分け隔てなく接した。また、初めてアフリカ系アメリカ人の秘書官を任命したファーストレディとなった。
ファーストレディとして、セカンドレディ時代の事業を更に格上げし、「バーバラ・ブッシュ・ファミリー・リテラシー財団」を設立し、多くのホームレス、移民を援助した。識字、教育こそが貧困を無くすと、人気番組『オプラ・ウィンフリー・ショー』に出演して、教育の重要性を訴え、ABCラジオにて自身の冠番組Mrs. Bush's Story Timeを持ち、子供たちに語りかけた。
1990年に出版したMillie's Book: As Dictated to Barbara Bush（邦題：『ミリー・ブッシュはファースト・ドッグ』）はベストセラーとなり、この本から得た印税は財団に寄付された。
1990年にウェルズリー大学で行った演説は大きな反響を呼んだ。多くの学生は彼女を「つまらない主婦」と見做し、決して歓迎されなかったのだが、演説が終わると本人も驚くような喝采を浴びた。この演説は「20世紀のアメリカの演説ベスト100」において45位に選ばれている。
また、この時期はHIVが社会問題となっていた。レーガン政権がHIVと同性愛者への偏見から殆ど策を講じず、無策が事態を悪化させたことへの反省から、HIV患者への援助に熱心に取り組んだ。HIVに感染した乳児を抱き上げるバーバラの写真は多くの紙面を飾った。これは一回限りのパフォーマンスに終わらず、その後もHIV患者と何回も面会し、病院を訪問し続けた。そして同性愛者の活動家をホワイトハウスに招き、HIVの蔓延と共にどれぐらい同性愛者に対しヘイトクライムが起こっているのかに関心を持ち、このことは憎悪犯罪統計法の成立にもいくらか貢献することとなった。
長女のロビンを白血病で亡くしたことから、白血病患者への支援も熱心に行った。

### 後年
バーバラ・ブッシュは晩年、夫と共にテキサス州ヒューストンおよびメイン州ケネバンクポートの広大な庭園、ブッシュ・コンパウンドで暮らした。彼らはホワイトハウスに頻繁にゲストとして招かれた。
1994年に自叙伝『Barbara Bush: A Memoir』を著している。
バーバラはアメリケアーズおよびメイヨー・クリニックの委員を務め、2012年にバーバラ・ブッシュ・ファミリー・リテラシー財団の理事長職を次男のジェブと次女のドーロに譲り、自身は名誉理事長である。
テキサスの2つの小学校、ヒューストン独立学区の一校およびグランドプレーリーのダラス郊外の一校が彼女にちなんで命名されている。メイン州ポートランドのメイン医療センターのバーバラ・ブッシュ小児科病院も彼女にちなんで命名された。さらに、ジョージ・W・ブッシュの双子の娘のうちの一人もバーバラと名付けられた。
2008年には潰瘍の手術、2009年には心臓疾患の手術を受けるなど体調を崩し、2017年1月には気管支炎で入院。2018年4月15日には健康状態の悪化を受け、これ以上の治療を行わないと決断したことを発表した。2日後の4月17日に92歳で死去。7ヶ月半後の11月30日には夫のジョージも後を追うように亡くなっている。

## 論争
バーバラ・ブッシュは辛辣なコメントや、しばしば失言と論争の元となる見解を示すことでも有名である。
1945年8月6日の広島市への原子爆弾投下の報に際して、回顧録に「日本への原爆投下の報を聞き、うれしく思った。これで太平洋戦線に海軍パイロットとして出撃している婚約者のジョージが無事に帰られると考えたからだ」と記した。
1980年、夫がレーガンに副大統領候補に指名された。しかし、レーガンと共和党の保守的な政策に対し、バーバラは堂々と男女平等憲法修正条項の成立と妊娠中絶の自由の支持を表明した。
2003年3月18日には「なぜ私たちが遺体袋や死に関して聞かなければならないの。なぜ私がそのようなものに美しい心を費やさなければならないの」とABCの『グッド・モーニング・アメリカ』で述べた。元ファーストレディの批判者はこの発言は彼女がいかに無感覚で冷酷かを表していると主張する。その一方で支持者は、ブッシュ夫人はイラク戦争が始まる前に単に死の推測を忘れ去っているだけだったと反証した。
2005年9月5日、テキサス州ヒューストンのハリケーン・カトリーナ救済センターを訪れた際にブッシュ夫人はNPRのラジオ番組『マーケットプレイス』で「みんなテキサスへ留まりたいと言っているらしいわね。全員、とっても親切に歓迎されているものね。まあ、この球場にいる人たちの多くは、どうせいずれにせよ恵まれない人たちなんだから、彼らにとってはうまくまわっているわよね」」と語った。多くの人が、この発言が彼女のエリート主義・人種差別主義の性質（アストロドームの15,000人の避難民はほとんどが貧しい黒人であった）を示したと主張した。
2013年、次男のジェブが2016年アメリカ合衆国大統領選挙への出馬の意向を明かした際に、「もう『ブッシュ』はいいわよ」と言ったということがニュースになり、話題となったが、ジェブが正式に出馬した後は熱心に支援し、息子のためにキャンペーンの先頭に立ったことから、ネガティブキャンペーンの標的ともなった。